# Reto Rossetti
Reto Rossetti (ur. 11 kwietnia 1909 w Biasca, zm. 20 września 1994 w Gosport) – poeta i esperantysta. 
Rossetti urodził się 11 kwietnia 1909 roku w Biasca. Wraz z bratem Cezaro Rossettim (również pisarzem) w 1928 roku nauczył się esperanta. Później pracował jako nauczyciel na Uniwersytecie w Bristolu. Wiersze jego autorstwa pojawiały się wielokrotnie w prasie esperanckiej; Rossetti jest autorem wielu tłumaczeń na język esperanto (przetłumaczył między innymi Otella). Zmarł 20 września 1994 roku w Gosport.